# أنطون هوفرايتر
أنطون هوفرايتر (بالألمانية: Anton Hofreiter) (و. 1970  م) هو سياسي، وعالم نبات ألماني، ولد في ميونخ، هو عضوٌ تحالف '90 / الخضر (منذ 1986)، شارك في الانتخابات الرئاسية الألمانية 2012، والانتخابات الرئاسية الألمانية 2010، والانتخابات الرئاسية الألمانية 2009، والانتخابات الرئاسية الألمانية 2017، ترشح في الانتخابات الفيدرالية الألمانية 2017، هو عضوٌ في أصدقاء الطبيعة.

## مناصب
تولى منصب عضو في البوندستاغ الألماني (منذ 24 أكتوبر 2017)
- عضو في البوندستاغ الألماني (27 أكتوبر 2009–22 أكتوبر 2013)
- عضو في البوندستاغ الألماني (18 أكتوبر 2005–27 أكتوبر 2009)
- عضو في البوندستاغ الألماني (18 أكتوبر 2005–27 أكتوبر 2009)[11]

## التعليم
تعلم في جامعة لودفيغ ماكسيميليان في ميونخ، في تخصص علم الأحياء (1991–1997)
.

## روابط خارجية
- أنطون هوفرايتر على موقع IMDb (الإنجليزية)
- أنطون هوفرايتر على موقع مونزينجر (الألمانية)
- أنطون هوفرايتر على موقع قاعدة بيانات الفيلم (الإنجليزية)